# Mikel Belasko
Mikel Belasko Ortega (Pamplona, 30 de enero de 1967) es un filólogo y escritor español en euskera y castellano. Es autor de muchas obras sobre la toponimia y antroponimia de origen romance y vasco en Navarra.

## Biografía
Mikel Belasko terminó sus estudios en filología vasca en Vitoria en 1990. Ese mismo año reúne la colección de proyectos sobre la toponimia menor de Navarra siendo nombrado coordinador lingüístico. El proyecto fue patrocinado por la Dirección General de Política Lingüística del Gobierno de Navarra, dirigido por José María Jimeno Jurío y realizado por Trabajos Catastrales S.A. entre 1990 y 1994. Se publicó con el título Toponimia y cartografía de Navarra (59 volúmenes) y el contenido se puede consultar on line en el visor Toponimia oficial de Navarra.
Ha escrito artículos de periódicos y obras como Diccionario etimológico de los nombres de los montes y ríos de Navarra, en 1999, o Diccionario etimológico de los nombres de los pueblos, villas y ciudades de Navarra en 2000.
Es igualmente colaborador en revistas como Nafarkaria (Egunkaria) (1992-1999), Euskal Abizenak (2003-2004) y Apellidos vascos (2004-2010). Desde 2006, tiene una crónica cotidiana sobre los nombres navarros en el Diario de Navarra.